# 아라카와 미노루
아라카와 미노루(荒川 實, 1946년 9월 3일~)는 닌텐도 오브 아메리카의 설립자이자 전 사장, 그리고 테트리스 온라인의 공동 설립자로 가장 잘 알려진 일본의 사업가이다.

## 생애
아라카와 미노루는 1946년 9월 3일 일본 교토시에서 아라카와 와이치로와 이시하라 미치의 둘째 아들로 태어났다. 그의 형 쇼이치는 나중에 가업을 물려받았다. 그의 여동생은 의과 교수가 되었다. 와이치로는 아라카와 텍스타일의 사장이었으며, 회사 성장에 집중하기보다 공급업체 및 고객과의 긍정적인 관계 유지에 더 신경 썼다. 미치는 화가로, 오후에는 가족 정원이나 스튜디오에서 시간을 보냈으며, 그녀의 그림은 가족 집에 걸렸다. 아라카와의 가족은 부유했으며, 아라카와 가족의 부동산 전체는 교토 시내 지역의 약 5분의 1에 달했다.
아라카와는 1964년에 교토 대학에 입학하여 처음 2년 동안 일반 과목을 수강한 후 토목 공학에 집중했다. 1969년에 과학 석사 학위를 취득했으며, 1971년에는 보스턴으로 옮겨 매사추세츠 공과대학교에서 토목 공학 연구를 계속했다. 그는 베트남 전쟁에 대한 미국의 개입 반대 시위를 여러 번 목격했지만 참여하지는 않았다. 아라카와는 1972년에 MIT에서 두 번째 석사 학위를 취득했다. 캠퍼스에서 젊은 일본 사업가들과의 대화를 나눈 후, 그는 무역 회사에서 일자리를 찾기로 결심했다. 일본으로 돌아온 후, 그는 도쿄도에 위치한 호텔 및 사무실 건물 개발 회사인 마루베니에 채용되었다. 교토의 크리스마스 파티에서 아라카와는 닌텐도 사장 야마우치 히로시의 딸인 요코 야마우치를 만났다. 그들은 1973년 11월에 결혼했다. 아라카와는 아내와 세 살 된 딸 마키와 함께 1977년 직장을 위해 캐나다 밴쿠버로 이주했다. 둘째 딸 마사요는 1978년에 태어났다.
야마우치 히로시는 아라카와에게 닌텐도 오브 아메리카 설립 업무를 제안했다. 요코는 이 제안에 반대했는데, 아버지의 삶에 회사가 미친 영향을 보았기 때문이지만, 아라카와는 그 제안을 받아들였다. 아라카와 부부는 1980년 맨해튼에 사무실을 설립했고, 아라카와는 회사의 초대 사장이 되었다. 그는 일본 본사로부터 아케이드 게임을 수입하는 데 어느 정도 성공했지만, 레이더 스코프를 대량 주문하여 처참한 결과를 낳았다. 이 실패는 본사에서 혁신적인 동키콩을 개발하게 만들었고, 그는 쓸모없는 레이더 스코프 유닛으로 가득 찬 창고를 경이로운 성공을 거둔 동키콩 유닛 재고로 전환했다. 이것은 마리오의 데뷔이며, 아라카와는 사무실의 이탈리아인 건물주 마리오 시갈리의 이름을 따서 마리오의 이름을 지었다는 평가를 받는다. 1985년부터 그는 하워드 링컨과 함께 패밀리컴퓨터의 출시로 1983년의 위기에서 북아메리카 비디오 게임 산업을 재건하는 데 중요한 역할을 했다. 아라카와는 또한 하워드 필립스를 고용했는데, 그는 닌텐도 파워 잡지 창간에 귀중한 인물이 되었다. 2002년 1월, 아라카와는 NoA 사장직에서 물러났고, 포켓몬스터 자회사 CFO였던 기미시마 다쓰미가 후임이 되었다. 아라카와는 2007년 2월 인터랙티브 어치브먼트 어워드에서 평생 공로상을 수상했다.
2006년 1월, 아라카와는 행크 로저스 및 테트리스 개발자 알렉세이 파지트노프와 함께 테트리스 온라인을 공동 설립하여 닌텐도 DS, Wii, IOS, 페이스북 등 다양한 플랫폼용 게임을 개발했다. 아라카와는 2013년 3월까지 테트리스 온라인의 사장을 역임했다. 그는 또한 Avatar Reality의 고문으로도 활동하고 있다.
2023년 영화 테트리스에서 아라카와는 켄 야마무라가 연기했다.

### 참고문헌
- Beuscher, Dave. “Minoru Arakawa Biography”. Allgame. 2014년 11월 14일에 원본 문서에서 보존된 문서. 2013년 7월 13일에 확인함.
- Sheff, David (1993). 〈Coming to America〉. 《Game Over》 1999판. New York: 랜덤하우스. 80–106쪽. ISBN 0-966 9617-0-6.
- Taiyoung, Ryu (2012). 〈Minoru Arakawa (1946–)〉.   Wolf, Mark. 《Encyclopedia of Video Games, The Culture, Technology, and Art of Gaming》. Santa Barbara: ABC-CLIO. 26–28쪽. ISBN 978-0-3133-7936-9.